# 和歌山県道209号長野上秋津線
和歌山県道209号長野上秋津線（わかやまけんどう209ごう ながのかみあきづせん）は、和歌山県田辺市を通る一般県道である。

## 概要
田辺市長野から田辺市上秋津に至る。

### 路線データ
- 起点：和歌山県田辺市長野（和歌山県道218号平瀬上三栖線）
- 終点：和歌山県田辺市上秋津（上秋津交差点、和歌山県道29号田辺龍神線）
- 実延長：8.008 km

## 歴史
- 1959年（昭和34年）5月14日 - 和歌山県が一般県道として長野上秋津線を認定[1]。

## 地理

### 通過する自治体
- 和歌山県
  - 田辺市

### 交差する道路
| 交差する道路                | 交差する場所 | 交差する場所        |
| --------------------------- | ------------ | ------------------- |
| 和歌山県道218号平瀬上三栖線 | 長野         | 起点                |
| 和歌山県道216号温川田辺線   | 長野         |                     |
| 和歌山県道29号田辺龍神線    | 上秋津       | 上秋津交差点 / 終点 |

### 沿線
- 田辺市立長野小学校
- 田辺市立上秋津中学校
- 田辺市立上秋津小学校